# Підміна (фільм, 2008)
«Підміна» (англ. Changeling) — американський трилер режисера Клінта Іствуда. Дія фільму відбувається наприкінці 1920-их років у Лос-Анджелісі та базується на реальній історії жінки, яка розуміє, що хлопчик, якого їй повернула поліція після викрадення, не є її сином. Зневірившись у відновленні пошуків свого сина, вона звертається до журналістів. Але міській владі це є невигідним, її визнають поганою матір'ю та оголошують душевнохворою. Сценарій було написано Джозефом Майклом Стражинськи, який витратив рік, вивчаючи справу за документами міського архіву. Сценарій було підготовлено Imagine Entertainment та Malpaso Productions для Universal Pictures. Першопочатково як режисера було обрано Рона Говарда, але, через складність в часі та загальне бажання пришвидшити проект, його замінили на Клінта Іствуда.
В головній ролі знялася Анджеліна Джолі. Також до фільму було залучено таких акторів, як Джеффрі Донован, Джон Малкович, Джейсон Батлер Гарнер, Емі Раян, Майкл Келлі, Джефф Пірсон та Колм Фіорі. В фільмі розкриваються такі теми, як безправність жінок, корупція в політичній системі та вплив насилля на суспільні відносини. Основні зйомки почались 15 жовтня 2007 року й були завершені в листопаді 2007 року. Зйомки відбувались в околицях Лос-Анджелесу. Прем'єра Підміни відбулась на 61-му Каннському кінофестивалі 20 травня 2008 року. Північноамериканська прем'єра відбулася 4 жовтня 2008 року як провідного фільму 46-го Нью-Йоркського кінофестивалю. Фільм було випущено в широкий прокат Північною Америкою після зняття обмеження 31 жовтня 2008 року. В Об'єднаному Королівстві та Ірландії фільм вийшов на широкі екрани 28 листопада, 2008 року. Реакція критиків була загалом позитивною.

## Сюжет
Події стрічки відбуваються в Лос-Анджелісі 20-их років минулого століття й ґрунтовано на подіях, відомих як Вайнвілльські вбивства. Звернувшись до поліції з заявою про зникнення дитини, головна героїня незабаром отримує свого сина, але повідомляє поліцейських, що, не зважаючи на зовнішню подібність, це не її син. Замість допомоги нещасна матір отримує прописку в палаті клініки для психічнохворих. Коли жінка дізнається, що її справжній син виявився жертвою серійного вбивці, вона починає пошук правди власними силами, починає боротися з корумпованими поліцейськими й навіть змінює діючі на той момент закони про душевнохворих.

## В ролях

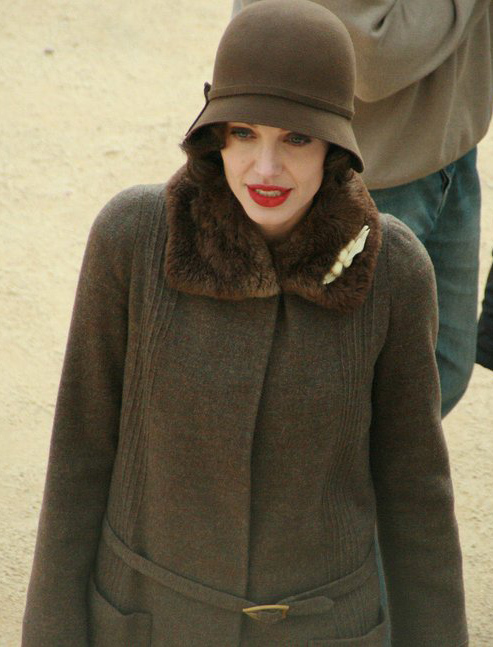
Джолі на зйомках фільму

| Актор                 | Роль                            |
| --------------------- | ------------------------------- |
| Анджеліна Джолі       | Крістін Коллінз                 |
| Джон Малкович         | преподобний Ґустав Бріґлеб      |
| Джеффрі Донован       | капітан Джонс                   |
| Ґетлін Ґріффін        | Волтер син Крістін              |
| Майкл Келлі           | детектив Лестер Ібарра          |
| Колм Фіоре            | Джеймс Девис голова поліції     |
| Джейсон Батлер Гарнер | Ґордон Норткотт                 |
| Емі Раян              | Керол Декстер пацієнтка лікарні |
| Джеффрі Пірсон        | Ган адвокат                     |
| Деніс О’Гаре          | лікар Джонатан Стіл             |
| Френк Вуд             | Бен Гарріс                      |
| Мішель Мартін         | Сенді                           |
| Девід Конті           | Артур Гатчінс                   |
| Рід Бірні             | мер Краєр                       |

## Нагороди та номінації

### Нагороди
- 2009 — премія «Сатурн» найкращій акторці (Анджеліна Джолі)

### Номінації
- 2008 — номінація на приз Золота пальмова гілка Каннського кінофестивалю (Клінт Іствуд)
- 2009 — три номінації на премію «Оскар»: найкраща акторка (Анджеліна Джолі), найкраща робота художника-постановника (Джеймс Муракамі, Ґері Феттіс), найкраща операторська робота (Том Стерн)
- 2009 — 5 номінацій на премію «Сатурн»: найкращий фільм в жанрі екшн/пригоди/трилер, найкращий режисер (Клінт Іствуд), найкращий сценарій (Дж. Майкл Стражинськи), найкраща музика (Клінт Іствуд), найкращі костюми (Дебора Гоппер)
- 2009 — 8 номінацій на премію Британської кіноакадемії: найкраща жіноча роль (Анджеліна Джолі), найкращий режисер (Клінт Іствуд), найкращий оригінальний сценарій (Дж. Майкл Стражинськи), найкраща робота оператора (Том Стерн), найкращі костюми (Дебора Гоппер), найкращий звук, найкращий монтаж (Джоел Кокс, Ґері Роуч), найкраща робота художника-постановника (Джеймс Муракамі, Ґері Феттіс)
- 2009 — дві номінації на премію «Золотий глобус»: найкраща жіноча роль — драма (Анджеліна Джолі), найкращий саундтрек (Клінт Іствуд)
- 2009 — номінація на премію Гільдії кіноакторів США за найкращу жіночу роль (Анджеліна Джолі)
- 2010 — номінація на премію Японської кіноакадемії за найкращий закордонний фільм.

## Збори
Кошторис фільму склав 55 млн. $. В обмеженому прокаті з 24 жовтня 2008, в широкому прокаті з 31 жовтня 2008 по 8 січень 2009. В перші вихідні обмеженого прокату фільм зібрав 489,015 $ (20 місце, 15 кінотеатрів), в перші вихідні широкого прокату — 9,351,560 $ (4 місце, 1850 кінотеатрів). Найбільша кількість показів — у 1,896 кінотеатрах одночасно. За час прокату фільм зібрав у світі 113,020,256 $ (53 місце за результатами року), з них 35,739,802 $ в США (80 місце за результатами року) та 77,280,454 $ в інших країнах. В країнах СНД фільм йшов з 15 січня по 4 березня 2009 й зібрав 881,784 $.

## Факти
- В перекладі з англійської слово, яке надало назву фільмові, — «changeling» значить дитину чарівної істоти — ельфа, троля або феї, — яку ті лишають на заміну викраденої людської дитини.
- Двічі в фільмі персонаж Анджеліни Джолі, Крістін, промовляє речення: «Ніколи не починай бійку, але завжди закінчуй її». Це той самий вислів, який, за словами капітана Джона Шерідана, казав йому батько, та який звучав у 1990-их роках в серіалі «Вавилон 5» (1994), сценарій якого також було написано Дж. Майклом Стражинськи.
- В деяких кінотеатрах фільм вийшов у прокат під назвою «Мандрівник» («Nomad»).
- На роль Крістін Коллінз переглядались Гіларі Свонк та Різ Візерспун.